# 唐麦·贡觉白姆
唐麦·贡觉白姆（藏語：ཐང་སྨད་པ་གོ་འཇོ་དཔལ་མོ，威利转写：thang smad pa go 'jo dpal mo，1920年3月—2012年5月9日）女，藏族，西藏拉萨人，原西藏贵族，中华人民共和国藏文书法家、西藏妇女工作的早期开拓者之一。

## 生平
唐麦·贡觉白姆1920年3月生于西藏拉萨，是桑颇家族之女。1952年1月参加工作，任西藏干校藏文教员。1953年，任西藏爱国妇女联谊会常委、爱国青年联谊会委员。1962年，任拉萨市妇联副主任。1980年，任西藏自治区妇联副主任。1984年7月，任西藏自治区政协副主席。1998年5月，经组织批准退休。
唐麦·贡觉白姆是第三届西藏自治区政协常委，第四、五、六届西藏自治区政协副主席。
2012年5月9日，唐麦·贡觉白姆在拉萨病逝，享年93岁。

## 家庭
- 父：桑颇·才旺仁增
- 弟：桑颇·丹增顿珠
- 姊妹：桑吉德西
- 丈夫：唐麦·顿珠次仁